# Felipe Jorge Rodríguez
Felipe Jorge Rodríguez Valla (Juanicó, Canelones, 26 de mayo de 1990) es un futbolista uruguayo. Juega como interior izquierdo.

## Trayectoria
El 8 de octubre de 2011 debutó como profesional en el primer equipo de Boston River, ingresó al minuto 72 para enfrentar a Club Deportivo Maldonado, el partido terminó 1 a 1. Anotó su primer gol el 27 de diciembre de 2011, ante Huracán en el partido que ganaron 2 a 0.
Luego de tener buenos partidos con Boston, fue cedido a préstamo por una temporada al Club Atlético Cerro. Luego de terminar su préstamo pasó por 6 meses al Tanque Sisley, para jugar la Copa Sudamericana 2013.

### Defensor Sporting
A inicios del 2015 llega a Defensor Sporting. Tuvo una excelente temporada anotando 9 goles y llegando con Defensor a los cuartos de final de la Copa Sudamericana 2015, eliminando al Bolívar, Universitario de Deportes y Lanús. Fue donde tuvo su mayor pico de rendimiento, siendo una de las revelaciones del torneo uruguayo. A final del 2015 Pumas UNAM se interesó y ofreció una oferta para su traspaso, que finalmente fue rechazado para quedarse 6 meses más para cumplir contrato en Defensor Sporting.

### Jaguares de Chiapas
A pesar de tener una oferta concreta del Club Nacional, prefirió marcharse a México para fichar por Jaguares de Chiapas a préstamo por una temporada. Jugó al lado de sus compatriotas Carlos Núñez y Guillermo Rodríguez.

### Liga de Quito
El 8 de enero rescinde su contrato vigente con Jaguares para fichar por Liga de Quito. Fue un pedido especial de Gustavo Munúa. No tuvo la continuidad deseada. Jugó con sus compatriotas Horacio Salaberry y Rubén Olivera.
Luego de no tener continuidad en Liga, Mauricio Larriera lo llevó a Godoy Cruz quien lo dirigió en Defensor Sporting.
El 21 de enero ficha por Alianza Lima por todo el 2019 para la Copa Libertadores.

## Estadísticas

### Clubes
- Actualizado hasta el 22 de octubre de 2023.

| Boston River SAD · Uruguay |                     |                     |     |    |    |   |    |    |     |      |      |
| 2.ª | 2011-12             | 21                  | 3   | -  | -  | - | -  | 21 | 3   | 0,14 |      |
| 2.ª | 2013-14             | 14                  | 5   | -  | -  | - | -  | 14 | 5   | 0,35 |      |
| Total club | Total club          | 35                  | 8   | -  | -  | - | -  | 35 | 8   | 0,22 |      |
| Cerro · Uruguay |                     |                     |     |    |    |   |    |    |     |      |      |
| 1.ª | 2012-13             | 12                  | 0   | -  | -  | - | -  | 12 | 0   | 0,00 |      |
| Total club | Total club          | 12                  | 0   | -  | -  | - | -  | 12 | 0   | 0,00 |      |
| El Tanque Sisley · Uruguay |                     |                     |     |    |    |   |    |    |     |      |      |
| 1.ª | 2013-14             | 3                   | 0   | -  | -  | 2 | 0  | 5  | 0   | 0,00 |      |
| 1.ª | 2014-15             | 14                  | 2   | -  | -  | - | -  | 14 | 2   | 0,14 |      |
| Total club | Total club          | 17                  | 2   | -  | -  | 2 | 0  | 19 | 2   | 0,10 |      |
| Defensor Sporting · Uruguay |                     |                     |     |    |    |   |    |    |     |      |      |
| 1.ª | 2014-15             | 9                   | 1   | -  | -  | 0 | 0  | 9  | 1   | 0,11 |      |
| 1.ª | 2015-16             | 21                  | 9   | -  | -  | 8 | 0  | 29 | 9   | 0,31 |      |
| Total club | Total club          | 30                  | 10  | -  | -  | 8 | 0  | 38 | 10  | 0,26 |      |
| Chiapas · México |                     |                     |     |    |    |   |    |    |     |      |      |
| 1.ª | A-2016              | 3                   | 0   | 2  | 2  | - | -  | 5  | 2   | 0,40 |      |
| Total club | Total club          | 3                   | 0   | 2  | 2  | - | -  | 5  | 2   | 0,40 |      |
| Liga de Quito · Ecuador |                     |                     |     |    |    |   |    |    |     |      |      |
| 1.ª | 2017                | 11                  | 0   | 0  | 0  | 1 | 0  | 12 | 0   | 0,00 |      |
| Total club | Total club          | 11                  | 0   | 0  | 0  | 1 | 0  | 12 | 0   | 0,00 |      |
| Godoy Cruz Argentina |                     |                     |     |    |    |   |    |    |     |      |      |
| 1.ª | 2017-18             | 12                  | 0   | 2  | 1  | 1 | 0  | 15 | 1   | 0,06 |      |
| Total club | Total club          | 12                  | 0   | 2  | 1  | 1 | 0  | 15 | 1   | 0,06 |      |
| Bolívar · Bolivia |                     |                     |     |    |    |   |    |    |     |      |      |
| 1.ª | 2018                | 22                  | 7   | 0  | 0  | 2 | 0  | 24 | 7   | 0,29 |      |
| Total club | Total club          | 22                  | 7   | 0  | 0  | 2 | 0  | 24 | 7   | 0,29 |      |
| Alianza Lima · Perú | 1.ª                 | 2019                | 33  | 8  | 3  | 1 | 5  | 0  | 41  | 9    | 0,21 |
| Alianza Lima · Perú | Total club          | Total club          | 33  | 8  | 3  | 1 | 5  | 0  | 41  | 9    | 0,21 |
| Hapoel Tel Aviv Israel |                     |                     |     |    |    |   |    |    |     |      |      |
| 1.ª | 2019-20             | 7                   | 0   | 2  | 1  | - | -  | 9  | 1   | 0,11 |      |
| Total club | Total club          | 7                   | 0   | 2  | 1  | - | -  | 9  | 1   | 0,11 |      |
| Aldosivi Argentina |                     |                     |     |    |    |   |    |    |     |      |      |
| 1.ª | 2020                | -                   | -   | 2  | 0  | - | -  | 2  | 0   | 0,00 |      |
| Total club | Total club          | -                   | -   | 2  | 0  | - | -  | 2  | 0   | 0,00 |      |
| Carlos A. Mannucci · Perú |                     |                     |     |    |    |   |    |    |     |      |      |
| 1.ª | 2021                | 25                  | 12  | 2  | 1  | 2 | 0  | 29 | 13  | 0,45 |      |
| Total club | Total club          | 25                  | 12  | 2  | 1  | 2 | 0  | 29 | 13  | 0,45 |      |
| Cusco F. C. · Perú |                     |                     |     |    |    |   |    |    |     |      |      |
| 2a | 2022                | 23                  | 9   | -  | -  | - | -  | 23 | 9   | 0,4  |      |
| 1a | 2023                | 33                  | 8   | -  | -  | - | -  | 33 | 8   | 0,29 |      |
| Total club | Total club          | 56                  | 17  | -  | -  | - | -  | 56 | 17  | 0,34 |      |
| Total en su carrera | Total en su carrera | Total en su carrera | 263 | 64 | 13 | 6 | 21 | 0  | 297 | 70   | 0,24 |
| (1) Las copas nacionales se refiere a la Copa México, a la Copa Ecuador, a la Copa Argentina, a la Copa Bolivia, a la Copa Bicentenario, a la Copa de Israel y a la Copa de la Liga Profesional (2) Las copas internacionales se refiere a la Copa Libertadores, a la Copa Sudamericana, a la Liga de Campeones de la UEFA, a la Liga Europa de la UEFA y a la Liga de Campeones de la Concacaf. (3) Media de goles por encuentro. No incluye goles en partidos amistosos. |                     |                     |     |    |    |   |    |    |     |      |      |

## Palmarés

### Campeonatos nacionales
| Título | Club     | País | Año  |
| ------ | -------- | ---- | ---- |
| Liga 2 | Cusco FC | Perú | 2022 |

### Torneos cortos
| Título          | Club         | País | Año  |
| --------------- | ------------ | ---- | ---- |
| Torneo Clausura | Alianza Lima | Perú | 2019 |

### Distinciones individuales
| Distinción                                                                | Año  |
| ------------------------------------------------------------------------- | ---- |
| Preseleccionado como volante en el mejor once de la Liga 1 según la SAFAP | 2021 |
| Máximo goleador de la Liga 1                                              | 2021 |
| Máximo asistidor de la Liga 1                                             | 2021 |
| Nominado a gol del año de la Liga 1                                       | 2021 |
| Once ideal de la Liga 1                                                   | 2021 |
| Máximo asistidor de la Liga 1                                             | 2023 |